# Konstnärskretsen i Göteborg
Konstnärskretsen i Göteborg var en kortlivad förening med konstnärer, författare, arkitekter med flera konstnärligt verksamma, bildad i februari 1905 i Göteborg. Föreningen tillkom främst för att samla in pengar till ett konstnärshus, det vill säga en samlingslokal för de fria konsternas utövare i Göteborg, eller med tidens ordval – ett konstnärshem. Föreningen arrangerade utställningar och gav ut årsskriften Maneten som kom ut vid juletid i endast tre nummer, åren 1905–1907.
I den första styrelsen satt Berndt Lindholm, Johan Ericson, Yngve Rasmussen, Ingeborg Westfelt-Eggertz och Ida Törnström med Reinhold Callmander och Carl Olson som suppleanter. Några av de övriga medlemmarna var Anna Gardell-Ericson, Gerda Palm, Anna Törnström, Otto Holmström, Hilda Lindgren, Wilhelm von Gegerfelt, Sigfrid Ericson, Carl Kylberg, Eugen Thorburn, Nils Asplund, Ellen Key, Otto Holmström, K.G. Ossiannilsson, Bror Sahlström, Selma Lagerlöf, Ellen Idström, Alexander Langlet, Albert Ulrik Bååth, Hilda Heyman, Sigfrid Ericson och Frigga Carlberg.

Som medlemmar av föreningen deltog de inte bara i utställningar arrangerade av dem själva. I maj 1907 deltog exempelvis 14 av Konstnärskretsens medlemmar på en konstutställning i Lund.